# Gare de Charleroi-Nord
La gare de Charleroi-Nord (anciennement Charleroi Ville Haute) est une gare ferroviaire belge de la ligne 140A, de Lodelinsart à Châtelet (fermée) située sur les hauteurs de la ville de Charleroi. Fermée aux voyageurs dès 1925 et située sur une ligne fermant aux marchandises par étapes, en 1950 et 1960, elle était également desservie par la ligne industrielle 257, qui ferme à une date inconnue.
Le site de la gare, totalement remblayé pour la création de la route E420 (ring de Charleroi) et le métro de Charleroi, est désormais occupé par le rond-point Hiernaux, où trône la statue du Marsupilami. La station de métro Waterloo du métro léger de Charleroi

## Situation ferroviaire
Établie à 143 m d'altitude, la gare de Charleroi-Nord constituait le point kilométrique (PK) 6,0 de la ligne 140A, de Lodelinsart à Châtelet (nl), entre le point d'arrêt de Montignies-Neuville, fermé, et la gare de Lodelinsart, ouverte aux voyageurs de la ligne 140. Elle était également le PK final (4,2) de la ligne industrielle 257 de Y Noir-Dieu à Charleroi-Nord, reprise à l'origine sous la désignation de ligne 119C.

## Histoire

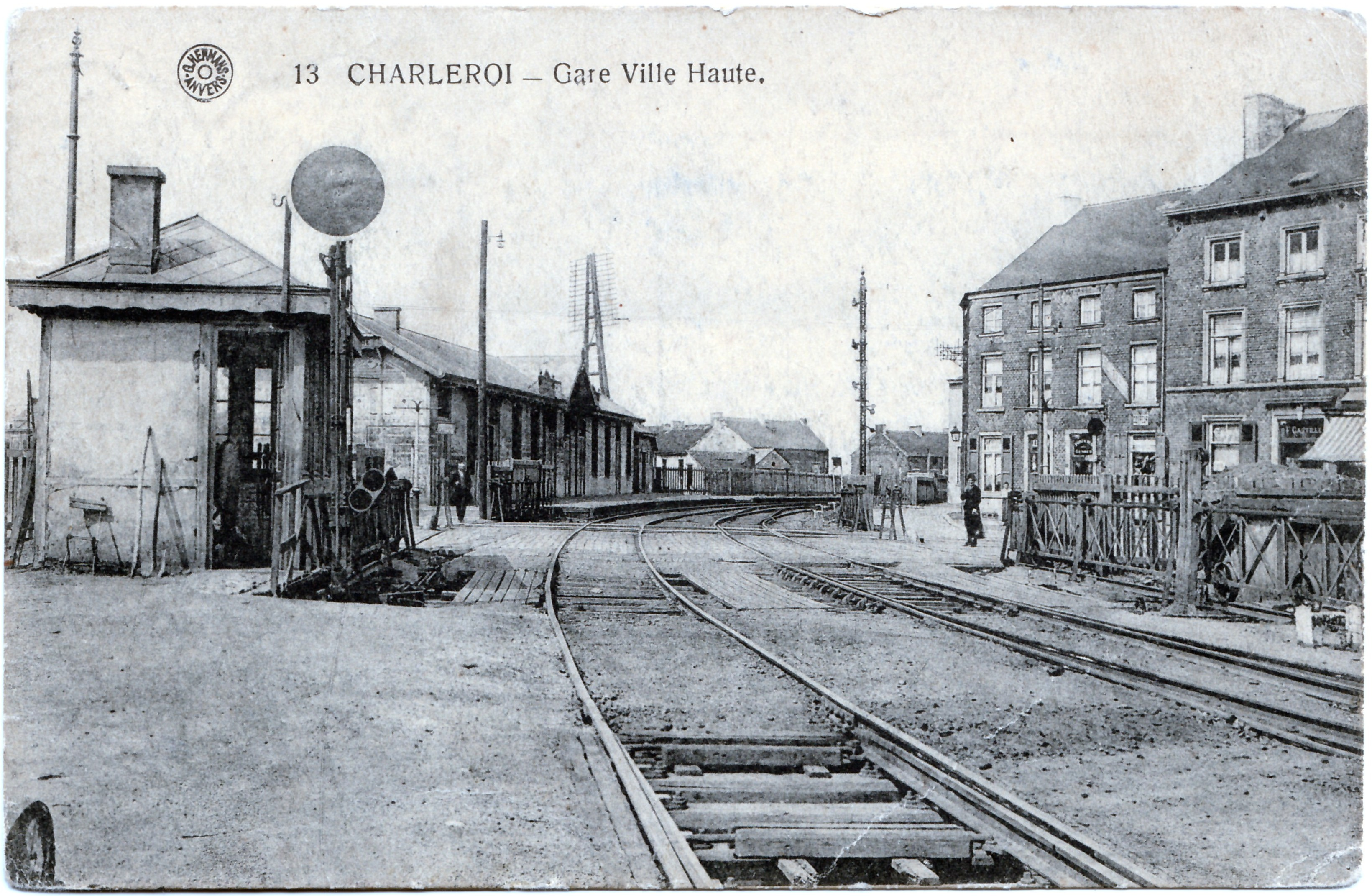
Installations de la gare.

La station de Charleroi (ville-haute) est mise en service le 23 juin 1862 lorsque la Compagnie de l'Est belge ouvre la ligne de Lodelinsart à Châtelineau. Ce chemin de fer desservant plusieurs sites industriels au nord de Charleroi, vise aussi à relier entre-elles les lignes ferroviaires concédées de Charleroi (ville-basse) à Louvain — futures lignes 140 et 139 — et celles de Châtelineau à Morialmé et Givet — futures lignes 138 et 138A — dont la construction avait commencé avant la création par fusion de l'Est belge. Le nom de Ville Haute est le pendant de celui de la gare de la ville basse, future gare de Charleroi-Ouest, également sur le réseau de l'Est belge.
La fusion en 1864 de la Société du chemin de fer de l'Entre-Sambre-et-Meuse, de l'Est belge et d'autres chemins de fer privés dans les Flandres et aux Pays-Bas donne naissance au Grand Central Belge qui administre désormais les deux chemins de fer concurrents entre Charleroi et la vallée de la Meuse en France. Cette compagnie dispose d'un accès à la gare de Charleroi-Sud mais le raccordement direct de Marcinelle reliant entre-elles sans rebroussement cette gare avec Charleroi-Ouest n'existe pas encore ; il sera réalisé plus de 100 ans après. Le Grand Central est nationalisé en 1897.
Le 1er décembre 1857, l'Administration des chemins de fer de l'État belge met en service une ligne reliant la bifurcation de Noir Dieu, sur le chemin de fer de ceinture de Charleroi, à Charleroi-Nord. Elle est désignée ligne 119C puis renumérotée 257, arguant de sa fonction de ligne industrielle sans trafic voyageurs.
Les trains de voyageurs de la ligne 140A entre Lodelinsart et Châtelet sont supprimés pendant la Première Guerre mondiale. Ils sont seulement réinstaurés entre le 1er juin 1923 et le 1er juin 1924. Elle est formellement fermée aux voyageurs en 1925, un an avant que les Chemins de fer de l'État ne deviennent la SNCB.
La ligne ferme entre Charleroi-Nord et Lodelinsart en 1950 puis en 1960 entre Charleroi-Nord et l'embranchement charbonnier du Roctiau ; les voies sont démontées pour 1962. Le site est totalement transformé dans les années qui suivent.
La date de fermeture de la ligne 257 n'est pas connue mais elle intervient avant 1978 pour la section desservant l'ancienne gare de Charleroi-Nord, le site étant déjà métamorphosé avec la construction du (ring de Charleroi) et de la ligne M5 du métro léger de Charleroi. Cette ligne dont le gros œuvre est achevé vers 1980 sur le tracé de la ligne 140A est néanmoins à l'abandon sans avoir servi ; la remise en état des portions construites et l'achèvement jusqu'à Gilly Les Viviers sont entamés en novembre 2023.
Reprise sous le nom de ligne 284, l'ultime portion de la ligne 140A, entre Châtelet et le Roctiau, ainsi que celle de la ligne 257, au départ de Gilly (Noir Dieu), sont déclassés en 1986. Avec la mise hors service de la ligne 284, l’ancienne ligne 140A ferme totalement en 1988, laissant fort peu de vestiges.

## Patrimoine ferroviaire
Rien ne subsiste des installations de la gare. Le bâtiment des recettes était une construction à armature en bois, sans étage, comportant un total de douze travées, sans étage, avec des décorations en bois au niveau des pignons transversaux et des pignons longitudinaux faisant office de fronton.